# Digão
Rodrigo Izecson Dos Santos Leite, más conocido como Digão (Brasilia, DF, 14 de octubre de 1985), es un exfutbolista brasileño que jugaba de defensor.

## Carrera
Conocido por ser el hermano menor de Kaká, creció en el São Paulo FC, antes de llegar a los juveniles del Milan en 2004. Después de pocos meses, fue transferido al Rimini Calcio Football Club, en la Serie B, donde jugaba la temporada 06-07. La temporada 07-08 la jugó en el Standard de Lieja.

## Apodo
El apodo de Digão deriva, como en el caso del hermano, de una abreviatura del nombre Rodrigo (que es Digo), abreviatura que puede derivar de Digão (que significa Digón), porque creciendo el futbolista ha alcanzado una altura de 1,94 cm.
- Datos: Q316959